# Siyang
Der Kreis Siyang (chinesisch 泗阳县, Pinyin Sìyáng Xiàn) ist ein Kreis der bezirksfreien Stadt Suqian in der ostchinesischen Provinz Jiangsu. Er hat eine Fläche von 1.418 km² und zählt 831.112 Einwohner (Stand: Zensus 2010). Sein Hauptort ist die Großgemeinde Zhongxing (众兴镇).

## Administrative Gliederung
Auf Gemeindeebene setzt sich der Kreis aus elf Großgemeinden und fünf Gemeinden zusammen. 